# Tillières-sur-Avre
Tillières-sur-Avre là một xã trong vùng hành chính Normandie, thuộc tỉnh Eure, quận Évreux, tổng Verneuil-sur-Avre. Tọa độ địa lý của xã là 48° 45' vĩ độ bắc, 01° 03' kinh độ đông. Tillières-sur-Avre nằm trên độ cao trung bình là 134 mét trên mực nước biển, có điểm thấp nhất là 128 mét và điểm cao nhất là 179 mét. Xã có diện tích 16,76 km², dân số vào thời điểm 1999 là 1179 người; mật độ dân số là 70 người/km².

## Thông tin nhân khẩu
| 1962  | 1968  | 1975  | 1982  | 1990  | 1999  |
| ----- | ----- | ----- | ----- | ----- | ----- |
| 1 162 | 1 163 | 1 267 | 1 174 | 1 185 | 1 179 |

## Nhân vật nổi tiếng
- Maurice Boitel

## Địa điểm tham quan
- Nhà thờ St. Hilaire